# El Batan (délégation)
El Batan est une délégation tunisienne dépendant du gouvernorat de la Manouba.
| Hommes | Classe d’âge | Femmes |
| ------ | ------------ | ------ |
| 421    | 75 ou +      | 520    |
| 1 306  | 60-74 ans    | 1 383  |
| 2 212  | 45-59 ans    | 2 108  |
| 2 218  | 30-44 ans    | 2 171  |
| 2 127  | 15-29 ans    | 2 037  |
| 2 303  | 0-14 ans     | 2 212  |